# Сан Никола Манфреди
Сан Нико̀ла Манфрѐди (на италиански: San Nicola Manfredi) е малко градче и община в Южна Италия, провинция Беневенто, регион Кампания. Разположено е на 450 m надморска височина. Населението на общината е 3642 души (към 2010 г.).